# Hymenoloma subglobosum
Hymenoloma subglobosum là một loài rêu trong họ Dicranaceae. Loài này được Herzog mô tả khoa học đầu tiên năm 1937.